# Vízikosárlabda

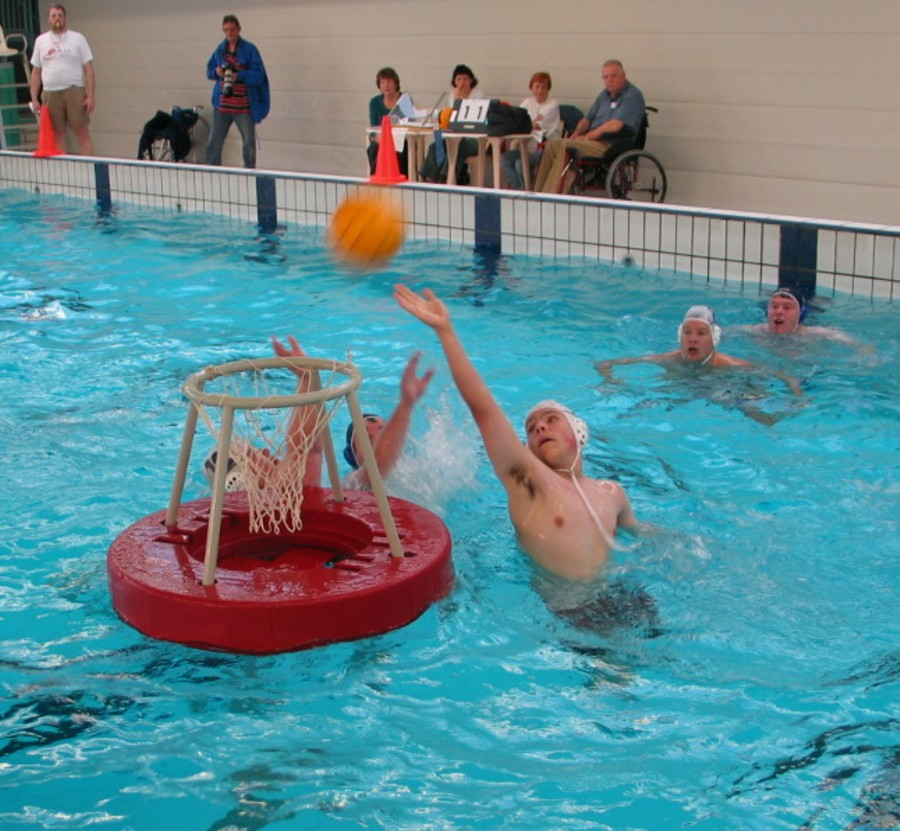
Vízikosárlabda-mérkőzés

A vízikosárlabda (waterbasketball, vodna kosarka) a vízilabda és a kosárlabda szabályait ötvöző sport.
A sportág legkomolyabb művelői a szlovének, Szlovénián kívül ismert még  Olaszországban, Hollandiában, az Amerikai Egyesült Államokban is, azonban jelenleg különböző felszerelésekkel és eltérő szabályrendszerben játszanak az egyes országok sportolói.
Magyarországon 2003-tól a Pécsi Vízikosárlabda Klub (PVKK) tagjai művelték elsőként ezt a sportágat. 2007-ben Budapesten is megkezdte működését egy vízikosárcsapat (a Budapesti Medúzák).

## Szabályok
1. A mérkőzések 2x10 percig tartanak. Ez az idő tiszta játékidő, szabálytalanságnál áll az óra.
2. Van támadó idő, azonban ez megegyezés kérdése, ez többnyire 30 másodperc.
3. A cserék folyamatosak, a saját gyűrű vonalában akkor mehet vízbe a cserejátékos, ha a vízben lévő eléri a medence szélét.
4. Egyszerre 5-5 játékos tartózkodhat a vízben, a csapatok kerete 10–12 fős.
5. A mezőnykosár 2 pontot ér, de 4 méteren kívülről esett találat 3 pontot ér.
6. Büntető nincs. Ha a szabálytalanság dobás közben történt, vagy szándékosnak minősíti a játékvezető, vagy gólhelyzetet akadályoz meg a védekező játékos, akkor a szabálytalankodót ki kell állítani. A kiállított játékos a saját gyűrűjének vonalában akkor jöhet vissza, ha dobáskísérlet történt, akár talált, akár nem vagy a támadó csapat elvesztette a labdát. Tehát a támadó csapat a kiállításnál egy támadás erejéig kerül emberelőnybe (5 a 4 ellen). Az emberhátrányban lévő csapat indítja a labdát, átadva a támadó csapatnak, miután rendeződött. Amennyiben nem kiállítást érő szabálytalanság történt, úgy a szabaddobást a szabálytalanság helyéről kell elvégezni.
7. A személyi hibákat a csapatnak és egyénileg sem számolják, mivel nincs büntető és a vízilabdához hasonlóan több mezőnyfalt is történik.
8. A gyűrű korfball típusú, tehát körbe lehet úszni. A gyűrű körül kétméteres körben érvényes a kosárlabdából ismert 3 másodperces szabály, ugyanazokkal a feltételekkel. Védő 3 másodperc nincs.
9. „Lépéshiba”: labdával a kézben nem lehet úszni, a birtokban lévő labdát le kell tenni a vízre, így lehet csak vele haladni. Ha a labdát birtokló játékos 1 méternél többet halad a vízben úgy, hogy a kezében van a labda, akkor lépéshibát követ el.
10. „Kétszer indulás”: A labdát birtokló játékos, ha a vízre tette a labdát, majd így halad vele és azt újra felveszi a kezébe, ezután nem indulhat el újra arról a helyről, ahol a labdát a felvette, passzolnia vagy dobnia kell. Ezeknél az eseteknél a vétlen csapat kapja a labdát.
11. A félidők elején a labdát a csapatok ráúszással hozzák el.
12. A pálya mérete: 21x15 méter. A gyűrűk egymástól 15 méterre helyezkednek el. A két gyűrű mögött így 3-3 méter marad.
13. Lábbal nem szabad megérinteni a labdát.
14. Szabálytalanságnak minősül: 
  - az ellenfélre támaszkodás karral, meglökése kézzel, testtel, akár víz alatt, vagy víz felett;
  - az ellenfél fogása, akadályozása az úszásban;
  - az ellenfél szemébe történő szándékos fröcskölés.

A vízilabdából átvéve, viszont nem minősül szabálytalannak a testtel való érintkezés vagy ütközés. A többi szabálytalanság megítélése a kosárlabdából megszokottak szerint történik.

A rendezvényekre időmérő óra vagy kijelző és azt kezelő berendezés biztosítása javasolt, ennek hiányában kézi időmérés történik.

## Külső hivatkozások
- A sportágról további információk a  honlapon találhatók.
- vízikosárlabda Szlovénia